# Величко, Алексей Фёдорович
Алексей Фёдорович Величко (род. 6 февраля 1987) — российский дзюдоист, серебряный призёр чемпионата России 2005 года, серебряный призёр этапа Кубка Европы, бронзовый призёр чемпионата Европы среди полицейских 2011 года.

## Спортивные результаты
- Чемпионат России среди юниоров 2005 года — ;
- Чемпионат России по дзюдо 2005 года — ;
- Этап Кубка Европы среди юниоров 2005 года (Вена) — ;
- Этап Кубка Европы среди юниоров 2005 года (Берлин) — ;
- Чемпионат России 2008 года среди молодёжи — ;
- Чемпионат России 2009 года среди молодёжи — ;
- Открытый чемпионат Латвии 2010 года (Рига) — .